# Chapelle Saint-Servais de Pont-Scorff
La Chapelle Saint-Servais  est un petit édifice religieux catholique sis au lieu-dit « Saint-Servais », à Pont-Scorff dans le Morbihan, en France.

## Description
La porte de la chapelle fait l’objet d’une inscription au titre des monuments historiques depuis le 20 mars 1934.